# Michele Angelo Zoccola
Michele Angelo Zoccola (Montecastello, 1859 – Johannesburg, 1938) è stato un avventuriero e imprenditore italiano naturalizzato sudafricano, pioniere dell'industria alberghiera in Sudafrica.
Michele Angelo Zoccola era spesso chiamato con il soprannome di Giplass, ereditato dai suoi antenati.

## Biografia

### In Europa
Figlio di Giuseppe Antonio Zoccola e Maria Gaj, dodicenne fu apprendista d'albergo da prima in Alessandria e poi ad Acqui. A quindici anni lavorò in un albergo di Parigi, a diciassette a Londra. In questa ultima città conobbe Mary A. Warren dell'isola di Wight (di nove anni più grande di lui), che sposò nel 1880. Ventunenne, venne richiamato in Piemonte per svolgere il servizio militare: fu artigliere presso la Cittadella di Alessandria. Tornò in Inghilterra nel 1881 e divenne direttore dello Scottish Arms Hotel di Newcastle a Tyne, località posta fuori Londra. Poliglotta, parlava oltre all'italiano anche l'inglese, il tedesco, il francese, lo spagnolo ed il portoghese. Nel 1887 diventa direttore della sezione meccanica all'esposizione di Manchester. Il clima dell'Inghilterra non si confaceva però alla sua salute, ed egli era da tempo tormentato da un'insistente bronchite: un amico medico che aveva soggiornato nell'Africa del Sud gli riferì che il clima di qui luoghi avrebbe potuto dargli giovamento e forse guarigione al suo male. Fu così che, nel 1888, Michelangelo lasciò l'Europa.

### In Africa

#### L'arrivo in Africa
Da prima soggiornò a Città del Capo e successivamente a Kimberley, ma fu a Johannesburg che trovò lavoro presso l'Heiglets Hotel. La città stava sorgendo in quegli anni, la recente scoperta dell'oro e dei diamanti attraeva una nuova popolazione cosmopolita in cerca di ricchezze. Dopo solamente un anno dal suo arrivo in Africa divenne proprietario del Grand National Hotel, che fu per lunghi anni, con le sue 120 camere, il primo albergo di Johannesburg.

#### L'inizio delle attività agricole
A differenza della maggior parte degli altri uomini d'affari di Johannesburg, non si interessò affatto del sottosuolo, ma preferì comprare terreni ed aree fabbricabili: fu così che, dove poco tempo prima pascolavano pecore e buoi sorsero case, ristoranti, uffici pubblici e banche. Negli anni seguenti acquistò da un boero la tenuta di Bergvlei, ad 8 miglia a nord di Johannesburg, lungo la valle del fiume Yokeskey. In questa località di grande importanza storica ebbero luogo i primi scontri tra Boeri ed Inglesi nell'anno 1880. La tenuta, di 1600 ettari, era interamente costituita al momento dell'acquisto da terreno incolto dove pascolavano liberamente bovini. Lo Zoccola ribattezzò quei luoghi Lombardy, avendo già in mente di rendere quel lembo di terra produttivo e fertile come la terra della Lombardia. Già nel primo anno furono piantate centomila piante di specie arboree forestali provenienti dall'Europa, dall'Australia e dall'Asia: Eucalyptus globulus, Pinus excelsa ed Acacia mollissima le più impiegate. Dal suo natio Piemonte si fece spedire ingenti quantità di seme di Robinia. Nei primi anni del 900', riferisce l'esploratore D'Albertis, erano presenti nella tenuta estesissime piantagioni forestali ben sviluppate. Centinaia d'ettari di terreno vergine vennero dissodati, ed in breve estesi campi di patate, cereali ed ortaggi da cucina sostituirono i poveri pascoli. Tra il 1896 ed il 1897 per supplire alle deficienze del mercato e alle sempre maggiori richieste della grande metropoli che stava sorgendo, impiantò frutteti e vigne. Importò dall'Italia vitigni pregiati e piante resistenti alla fillossera. Nell'anno 1899 la frutta e l'uva da tavola prodotta da Michelangelo riforniva gran parte del mercato ortofrutticolo di Johannesburg.

#### La guerra anglo-boera
L'ascesa economica dello Zoccola ebbe una breve battuta d'arresto per lo scoppio di una nuova guerra anglo-boera: per tre anni la tenuta fu abbandonata, le soldatesche inglesi devastarono ovunque, la casa padronale fu distrutta internamente, inservibili divennero la serra ed il vivaio e gran parte dalle vigne andarono bruciate. L'italiano non ebbe riguardo a schierarsi dalla parte Boera (Legione Boera Italiana) che in quel frangente ebbe la peggio.

#### La ripresa delle attività agricole
Finita la guerra lo Zoccola si mise nuovamente al lavoro , ripiantando i vigneti distrutti ed estendendone ulteriormente la superficie. Nell'anno 1903 produsse 17 tonnellate d'uva da tavola e con la rimanente vino. Per la prima volta nella storia del Transvaal fu prodotto vino da viti cresciute nel paese. In breve la nuova industria enologica prosperò superando ogni aspettativa, per cui fu costretto a realizzare una possente struttura dall'aspetto di maniero dove lavorare e conservare il vino; importò dall'estero tutto il costoso materiale che necessitava alla nuova industria. Furono scavati pozzi e mulini a vento pompavano acqua in continuo dalle profondità della terra per irrigare i campi. Sul fiume Yokeskey, per congiungere le due parti dalla sua proprietà, fece costruire il ponte Olympia Bridge; che porta il nome dalla figlia. Negli anni successivi la sua proprietà si estese ulteriormente alla Vinager Factory dove comincio a produrre aceto per la tavola. In seguito rivolse il suo interesse anche all'apicoltura ed alla coltivazione dell'olivo e degli agrumi.

#### Altre attività svolte
Le sue attività non si arrestarono all'agricoltura: per primo nel Transvaal realizzò forni per ridurre il carbon fossile in coke: ciò permise l'apertura di un nuovi orizzonti per molte altre industrie che a causa dell'elevato prezzo del coke d'importazione si erano assopite; in breve riaprirono numerose miniere abbandonate di ferro, argento, rame, stagno e piombo. Per la pavimentazione della fabbrica di dinamite Modderfontain importò marmo dall'Italia e successivamente divenne importatore di marmi per il Sudafrica da Carrara. Nel 1936 divenne consigliere comunale a Joannesburg, consigliere della Società Agricola Wittwatersrand e per undici anni fu presidente del Turb Club. Malgrado la distanza restò sempre legato alla sua terra d'origine: fu infatti socio della Società di Storia, Arte e Archeologia di Alessandria.

#### Morte
Morì a Johannesburg nel 1938. Nel suo testamento lasciò una generosa elargizione all'asilo infantile di Montecastello. È sepolto presso il cimitero di Brixton.

## Amicizie
Negli anni successivi alla guerra, malgrado le sue trascorse simpatie per il partito Boero, seppe allacciare amichevoli rapporti con funzionari inglesi: la sua tenuta venne visitata da Lord Milner, High Commissioner dell'Africa del Sud e da Mr.Hoyl, Chief Traffic Manager (direttore capo del traffico) delle ferrovie della Colonia del Capo, il quale, resosi conto in seguito dell'importanza della produzione vinaria accordò facilitazioni ferroviarie atte a favorire la nascente industria vinaria del Transvaal. Tra le sue amicizie annoverò oltre che quella del presidente Boero Paul Kruger e di Sir Henry Morton Stanley (esploratore inglese divenuto famoso per aver rintracciato il missionario David Livingstone presso il lago Tanganica nell'attuale Tanzania, a lui è attribuita la celebre frase che pare sia stata pronunciata al momento dell'incontro: "Dr. Livingstone, I presume?", che significa: "Dottor Livingstone, suppongo..."; conobbe Michelangelo nel 1897), anche quella dell'avventuriero italiano Cap. Enrico Alberto d'Albertis: i due si incontrarono per la prima volta a Johannesburg nel 1896 presso Grand National Hotel di proprietà del signor Michelangelo. Della sua amicizia e della profonda stima per il suo connazionale il Cap. D'Albertis lascerà amplia testimonianza scritta nel suo libro Il periplo dell'Africa del 1910.

## Famiglia
Michele Angelo ebbe quattro figli: Olimpia (imprenditrice), Umberto Carlo (agronomo), residente a S. Francisco (California); Raffaele Alessandro (avvocato), residente in Londra e Mario Antonio (politico) residente a Johannesburg. Alcuni suoi discendenti vivono tutt'oggi a Città del Capo.

## Personalità
Michelangelo è descritto da chi lo ha conosciuto come una persona fin da giovane intraprendente, dallo spiccato senso degli affari: appena undicenne, all'insaputa dei familiari, caricò un fusto di vino su una carriola, avendo saputo che era in corso un'esercitazione militare sulle colline di Rivarone, nei pressi di Montecastello. Recatosi sul posto per vendere il vino ai militari, riuscì a venderlo tutto e guadagnò una buona somma. Viene anche descritto come una persona particolarmente eccentrica: lo dimostra il fatto che, una volta fatto costruire il grande maniero della tenuta di Lombardy, decise di dedicare tutto lo spazio disponibile alla lavorazione ed alla conservazione del vino, mentre lui e la sua famiglia si accontentavano di vivere in una piccola casetta di legno fatta costruire da un carpentiere appositamente venuto dal Piemonte.